# Leon VIII
Leon VIII (łac. Leo VIII, zm. 1 marca 965 w Rzymie) – papież w okresie od 6 grudnia 963 do stycznia 964 i od czerwca 964 do 1 marca 965.

## Życiorys
Przed wyborem na papieża był świeckim protoscriniariusem tzn. głównym notariuszem w Pałacu Laterańskim. Został wybrany podczas synodu rzymskiego za zgodą cesarza Ottona I, tuż po ucieczce swego poprzednika, Jana XII z Rzymu. W ciągu jednego dnia otrzymał wszystkie święcenia oraz został konsekrowany. Naruszało to prawo kanoniczne, dlatego niekiedy bywa zaliczany do grona antypapieży, jednak Annuario Pontificio wymienia go jako legalnego papieża na zasadzie in dubio pro reo.
Po wyborze na papieża, Leon złożył przysięgę wierności Ottonowi. 3 stycznia 964 Jan XII wywołał powstanie, które zostało krwawo stłumione, jednak skłoniło to Leona do namówienia cesarza do zwolnienia zakładników przekazanych mu przez Rzym. Decyzja ta była niepopularna i doprowadziła do zamieszek w Rzymie, po wyjeździe cesarza w połowie stycznia. Spowodowało to ucieczkę Leona na dwór cesarski i powrót Jana na Stolicę Piotrową, który 26 lutego 964 roku ekskomunikował Leona i unieważnił wszystkie święcenia, jakie udzielił.
Gdy 14 maja 964 Jan XII umarł, Rzymianie błagali cesarza, by nowym papieżem został wybrany przez nich, Benedykt V. Otton jednak stanowczo się temu sprzeciwił; 23 czerwca wkroczył do Rzymu i przywrócił na urząd papieski Leona, który natychmiast odwołał Benedykta i zesłał na wygnanie do Hamburga. Leon zmarł 1 marca 965 roku.
Zabronił laikom wchodzić do prezbiterium podczas uroczystych nabożeństw.